# Francesco Saverio de Zelada
Pour les articles homonymes, voir Zelada.
Francesco Saverio de Zelada est un cardinal italien du XVIIIe siècle. Il est né le 27 août 1717 à Rome, d'une famille d'origine espagnole. Son père, Juan de Zelada, était de Murcia et sa mère, Manuela Rodríguez, était d'une famille noble d'Oviedo. Il est mort le 19 décembre 1801 à Rome, .

## Biographie
L'abbé de Zelada est élu archevêque titulaire de Petra-en-Palestine en 1766.
Le pape Clément XIV le crée cardinal lors du consistoire du 19 avril 1773.  Le prélat sera l'auteur principal du bref Dominus ac Redemptor du 21 juillet 1773, par lequel est supprimé l'ordre des jésuites. Il est préfet des études du Collegio romano, repris aux jésuites. Il  participe au conclave de 1774-1775, au cours duquel Pie VI est élu pape ainsi qu'au conclave de 1799-1800 (élection de Pie VII). Il est camerlingue du Sacré Collège de février 1783 à juin 1784 et devient grand pénitencier à partir de 1788. De 1789 à 1796, il est aussi cardinal secrétaire d'État et préfet de la Congrégation des évêques à partir de 1800.
Archiviste et bibliothécaire de la sainte Église romaine du 15 décembre 1779 jusqu'à sa mort, le cardinal de Zelada était un grand collectionneur de livres, de pièces de monnaie et d'œuvres d'art, ainsi que d'appareils scientifiques. Il avait un télescope et installa un observatoire au Collège romain. Dans son testament, il a fait don de 1 540 manuscrits et livres imprimés au Chapitre de la Cathédrale de Tolède.

## Succession apostolique
Francesco Saverio de Zelada a ordonné les évêques suivants :
- Évêque Ranieri Mancini (1773)
- Évêque Francesco Vincenti (it) (1773)
- Évêque Marco de Leone (1773)
- Évêque Giorgio Antonio Vareschi (de), O.C.D. (1773)
- Évêque Giuseppe Maria Corte (1773)
- Évêque Giuseppe Capocchiani (it) (1774)
- Archevêque Giuseppe Sparano (en) (1775)
- Évêque Mattia Santoro (1775)
- Archevêque Angelo Franceschi (it) (1775)
- Évêque Raffaele Tosti (1776)
- Archevêque Domenico Arcaroli (it) (1776)
- Évêque Aloisio Buonamici (1776)
- Évêque Gennaro Giordano (1776)
- Évêque Francesco Pio Santi (it) (1776)
- Évêque Michele Continisio (it) (1776)
- Archevêque Francesco Zunica (1776)
- Patriarche Nicola Saverio Gamboni (it) (1776)
- Évêque Francesco Vincenzo Lajezza (1776)
- Évêque Francesco Antonio Attaffi (de) (1777)
- Évêque Benedetto Cervone (it) (1777)
- Évêque Filippo d'Aprile (1777)
- Évêque Nicola Notaris (de) (1777)
- Évêque Lorenzo Potenza (1778)
- Archevêque Andrea Cardamone (it) (1778)
- Évêque Luca Nicola De Luca (it) (1778)
- Évêque Giuseppe Coppula (1778)
- Évêque Bonaventura Calcagnini (1779)
- Évêque Felice Paoli (1779)
- Évêque Alessandro Maria Calefati (it) (1781)
- Évêque Pietro Boscarini (1782)
- Pape Pie VII (1782)
- Évêque Giuseppe Monticelli (1782)
- Cardinal Antonio Sentmanat y Castellá (1783)
- Cardinal Muzio Gallo (1785)
- Archevêque Giuseppe Vinci (it) (1785)
- Cardinal Luigi Ruffo Scilla (1785)
- Évêque Filippo Trenta (en) (1785)
- Cardinal Antonio Felice Zondadari (1785)
- Archevêque Francesco Saverio de Vivo (1786)
- Archevêque Giovanni Vincenzo Monforte (it) (1786)
- Évêque Nicola Casali (1787)
- Évêque Giacinto Ignazio Pellegrini, O.P. (1789)
- Cardinal Antonio Despuig y Dameto (1791)
- Archevêque Gaetano Paolo de Miceli, C.P.O. (1792)
- Évêque Salvatore Maria Lombardi (1792)
- Évêque Gian Leonardo Maria Di Fusco, O.P. (1792)
- Évêque Filippo d'Ambrogio (1792)
- Évêque Giovanni Thomas Vincenzo Tiberio d'Anisi, O.A.D. (1792)
- Évêque Gennaro Vincenzo Tortora (1792)
- Évêque Simeone De Magistris, C.O. (1792)
- Évêque Francesco Saverio Saggese (1792)
- Évêque Pietro Mancini (1792)
- Évêque Giuseppe Marra (1792)
- Évêque Andrea de Lucia (1792)
- Évêque Vincenzo Lupoli (it) (1792)
- Évêque Agostino Gregorio Golini (1792)
- Évêque Giovanni Battista Brancaccio (1792)
- Évêque Vincenzo Maria Castro (de) (1792)
- Évêque Emanuele Maria Pignone del Carretto (it), O.E.S.A. (1792)
- Évêque Michelangelo Calandrelli, O.E.S.A. (1792)
- Évêque Vincenzo Greco (it) (1792)
- Évêque Giuseppe Martini (1792)
- Archevêque Giovanni Gaetano del Muscio, Sch.P. (1792)
- Évêque Felice Antonio d'Alessandria (1792)
- Évêque Francesco Antonio Duca (1792)
- Évêque Pasquale Sansone (1792)
- Évêque Gennaro Fortunato (1792)
- Évêque Nikola Ferić (en) (1792)
- Évêque Francesco Antonio Grillo (it), O.F.M. Conv. (1792)
- Évêque Giuseppe Maria Beneventi, O.F.M. Conv. (1792)
- Archevêque Giuseppe Mormile, C.R. (1792)
- Archevêque Luigi Spagnoletti, O.F.M. Obs. (1792)
- Évêque Giuseppe Corrado Panzini (1792)
- Évêque Salvatore Palica, O.S.B. (1792)
- Cardinal Jean-Siffrein Maury (1792)
- Évêque Michele de Angelis (1792)
- Évêque Pasquale Martini (1792)
- Évêque Angelo Maria Vassalli, O.S.B. (1792)
- Évêque Agostino Adriani (1792)
- Évêque Anselmo Maria Toppi, O.S.B. (1792)
- Archevêque Luigi Trasmondi, O.S.B. (1792)
- Évêque Lorenzo Maria Varano, O.P. (1792)
- Évêque Salvatore Gonnelli (1792)
- Évêque Giuseppe Graziosi (1792)
- Évêque Giambenedetto Falier, O.S.B. (1792)
- Cardinal Pietro Gravina (1794)